# Jarosław Koral
Jarosław Koral (ur. 31 maja 1960 w Świebodzinie, zm. 20 czerwca 2019 tamże) – polski duchowny katolicki, salezjanin (SDB), teolog i socjolog, specjalizujący się w katolickiej nauce społecznej, nauczyciel akademicki związany z Uniwersytetem Kardynała Stefana Wyszyńskiego w Warszawie.

## Życiorys
Uczęszczał do szkoły podstawowej w Szczańcu w latach 1967–1975, a następnie do Technikum Mechanicznego w Świebodzinie (1975–1980).
W sierpniu 1980 wstąpił do Nowicjatu Towarzystwa Salezjańskiego w Czerwińsku nad Wisłą (1980/81), gdzie 22 sierpnia 1981 złożył pierwszą profesję zakonną.
Studia filozoficzne odbył w WSDTS w Kutnie Woźniakowie w latach 1981/82 i 1983/84. W roku duszpasterskim 1982/83 przebywał na praktyce asystenckiej w Skrzatuszu k. Piły. Studia teologiczne odbywał w Wyższym Seminarium Duchownym Towarzystwa Salezjańskiego w Lądzie n. Wartą w latach 1984/88. Pracę magisterską obronił w 1988 w ATK w Warszawie.
Śluby wieczyste w zgromadzeniu salezjańskim złożył 20 sierpnia 1987. Święcenia kapłańskie przyjął 25 maja 1988 z rąk biskupa Henryka Muszyńskiego. Po święceniach został skierowany do parafii pw. Podwyższenia Krzyża Świętego w Rumi w charakterze duszpasterza i opiekuna LSO (1988–1990). W roku duszpasterskim 1990/1991 pracował w parafii M.B. Pocieszenia w Kawnicach. 1991–1992 pracował jako przewodnik w Katakumbach św. Kaliksta w Rzymie, gdzie uczył się języka włoskiego.
W 1992 został skierowany na studia z zakresu katolickiej nauki społecznej w Akademii Teologii Katolickiej w Warszawie, które zwieńczył obroną pracy doktorskiej 30 stycznia 1995 (doktor nauk humanistycznych w zakresie socjologii). 1994–1996 otrzymywał stypendium specjalistyczne i studiował na Uniwersytecie Albrechta i Ludwika we Fryburgu (niem. Freiburg im Breisgau), co zaowocowało objęciem funkcji Dyrektora Studium Caritas ATK oraz konslutora Krajowej Rady Caritas przy Konferencji Episkopatu Polski. W 1994 został zatrudniony na Wydziale Kościelnych Nauk Historycznych i Społecznych ATK, gdzie w 1996 objął stanowisko adiunkta. Stopień doktora habilitowanego nauk teologicznych w zakresie katolickiej nauki społecznej uzyskał w Papieskiej Akademii Teologicznej w Krakowie w 2001. Tytuł profesora nauk humanistycznych nadał Jarosławowi Koralowi Prezydent RP Bronisław Komorowski w 2012. 2005–2008 pełnił funkcję prodziekana Wydziału Nauk Historycznych i Społecznych UKSW, 2008–2012 był dziekanem tegoż Wydziału. Kierował Katedrą Socjologii Pracy i Organizacji w Instytucie Socjologii UKSW. Był także wykładowcą katolickiej nauki społecznej w seminariach salezjańskich w Lądzie nad Wartą, Łodzi i Krakowie oraz w Instytucie Teologiczno-Pastoralnym w Rzeszowie.
Był członkiem Polskiego Towarzystwa Socjologicznego, Polskiego Towarzystwa Nauk Politycznych, Rady Programowej Studium Generale Europa, Polskiego Towarzystwa Wykładowców Katolickiej Nauki Społecznej, Ogólnopolskiej Sekcji Teologów Moralistów Polskich oraz Towarzystwa Naukowego Franciszka Salezego. W 2011 został odznaczony Złotym Krzyżem Zasługi.

## Publikacje
Jest autorem, bądź współautorem wielu pozycji książkowych oraz artykułów z zakresu socjologii – katolickiej nauki społecznej:
- Henryk Skorowski, Jarosław Koral: Caritas – zawód czy powołanie?: materiały sesji naukowej zorganizowanej przez Caritas Polska i Studium Caritas Wydziału Kościelnych Nauk Historycznych i Społecznych Akademii Teologii Katolickiej w Warszawie w dniach 8–9 października 1996 roku. Wyd. 1. Warszawa: Wyd. Societas, 1996. OCLC 749451017. (pol. • niem.). Brak numerów stron w książce
- Jarosław Koral: Podstawy działalności charytatywnej Kościoła na przykładzie organizacji Caritas: studium etyczno-społeczne. Wyd. 1. Kraków: Poligrafia Inspektoratu Towarzystwa Salezjańskiego, 2000. ISBN 83-86473-86-X. OCLC 749708407. (pol.). Brak numerów stron w książce
- Jarosław Koral: Etyczno-społeczne aspekty bezrobocia w świetle doświadczeń polskich. Wyd. 1. Warszawa: Wyd. Akces, 2004. ISBN 83-87520-62-4. OCLC 69595828. (pol.). Brak numerów stron w książce
- Henryk Skorowski, Jarosław Koral, Jerzy Gocko: Świat u progu XXI wieku: wybrane zagadnienia z problematyki międzynarodowej. Studium z katolickiej nauki społecznej. Wyd. 1. Warszawa – Tyczyn: Wyd. Wyższej Szkoły Społeczno-Gospodarczej, 2006. OCLC 749854860. (pol.). Brak numerów stron w książce
- Jarosław Koral: Kulturowe aspekty polskiego bezrobocia. Wyd. 1. Warszawa: Wyd.. Uniwersytetu Kardynała Stefana Wyszyńskiego, 2009. ISBN 978-83-7072-549-5. OCLC 751157813. (pol.). Brak numerów stron w książce
- Jarosław Koral: Polityka społeczna: wybrane zagadnienia. Skrypt dla studentów. Wyd. 1. Warszawa: Wyd. Sowa, 2014. ISBN 978-83-64033-34-6. OCLC 883495998. (pol.). Brak numerów stron w książce
- Jarosław Koral: Procesy przemian społeczno-obyczajowych na Ziemi Świebodzińskiej po 1945 roku. Wyd. 1. Warszawa: Wyd. Sowa, 2017. ISBN 978-83-944791-0-7. OCLC 1003002458. (pol.). Brak numerów stron w książce